# Rezolucija Vijeća sigurnosti UN-a 1079
Rezolucijom  Vijeća sigurnosti UN-a 1079, jednoglasno usvojenom 15. studenoga 1996., nakon podsjećanja na prethodne rezolucije o Hrvatskoj, uključujući 1023 (1995), 1025 (1995), 1037 (1996), 1043 (1996) i 1069 (1996), Vijeće je produžilo mandat Prijelazne uprave Ujedinjenih naroda za istočnu Slavoniju, Baranja i Zapadni Sirmium (UNTAES) do 15. srpnja 1997.
Vijeće sigurnosti pozdravilo je napredak koji je UNTAES postigao u omogućavanju povratka teritorija Hrvatskoj. Temeljni ugovor između Hrvatske i tamošnjih Srba predviđao je privremenu upravu Ujedinjenih naroda na 12 mjeseci te da bi se na zahtjev jedne od strana mogla produljiti za još godinu dana, što su lokalni Srbi tražili. Glavni tajnik Butros Butros-Gali zatražio je produljenje UNTAES-a za šest mjeseci.
Hrvatska i lokalna srpska zajednica pozvane su zajedno raditi s UNTAES-om na stvaranju okolnosti u kojima bi se mogli održati lokalni izbori. Obje su također morale poštovati Temeljni ugovor i poštivati prava svih etničkih skupina. Pravo izbjeglica na povratak kući moralo se poštivati, a obje su strane bile odgovorne za učinkovito funkcioniranje policije.
Konačno, od glavnog tajnika je zatraženo da do 15. veljače i 1. srpnja 1997. izvijesti o razvoju događaja i podnese preporuke u vezi s restrukturiranjem UNTAES-a i prisutnosti Ujedinjenih naroda u Hrvatskoj.

## Vanjske poveznice
- Text of the Resolution at undocs.org